# Под стеклянным колпаком
«Под стеклянным колпаком» (англ. The Bell Jar) — роман американской писательницы и поэтессы Сильвии Плат, опубликованный в Великобритании в 1963 году — первоначально под псевдонимом Виктория Лукас (Victoria Lucas). Вскоре после выхода этого во многом автобиографического произведения, повествовавшего о событиях лета 1953 года (связанных с её первой попыткой самоубийства), Плат покончила с собой в Лондоне. Впервые как произведение Сильвии Плат роман вышел в 1967 году; в США он не публиковался вплоть до 1971 года: против этого возражали муж Тед Хьюз и мать Аврелия Плат. Роман переведён почти на дюжину языков.

## Название романа
A bell jar (русс. вакуумный колпак) — это непроницаемый стеклянный колпак, по форме напоминающий колокол. В своей наиболее известной форме прозрачен, открыт снизу, а верх и боковины вместе представляют собой единое целое. Может быть изготовлен не только из стекла, но и из различных материалов (в том числе металлов). Используется в качестве лабораторного оборудования для экспериментов, включая создание и поддержание вакуума. Наиболее известный эксперимент, в котором применяется вакуумный колпак, — распространение звука в вакууме (работающий будильник накрывали колпаком и откачивали воздух, в результате чего распространение звука прекращалось). Внешне напоминает стеклянную лимонницу.  
Вакуумный колпак изображён на обложке первого издания книги 1963 года (в него визуально помещена главная героиня, сидящая на стуле).
Сама главная героиня, выражая мысль о том, что для неё пребывание в любом месте равносильно нахождению под колпаком, говорит:

Я знала, что мне следовало испытывать к миссис Гвинеа чувство благодарности, но на самом деле не чувствовала ничего. Да и если бы миссис Гвинеа вместо частной клиники устроила мне путешествие в Европу или какой-нибудь кругосветный круиз, это тоже ровным счетом ничего не меняло бы, потому что, где бы я ни очутилась — на палубе теплохода или в уличном кафе Парижа или Бангкока, — я и там пребывала бы под все тем же стеклянным колпаком и дышала бы только отравленным мною самой воздухом.Оригинальный текст (англ.)I knew I should be grateful to Mrs Guinea, only I couldn't feel a thing. If Mrs Guinea had given me a ticket to Europe, or a round–the–world cruise, it wouldn't have made one scrap of difference to me, because wherever I sat — on the deck of a ship or at a street cafe in Paris or Bangkok — I would be sitting under the same glass bell jar, stewing in my own sour air.

По мнению Т. С. Григорьевой, анализирующей название романа, существенным является то, что колпак непроницаем. Следовательно, воздух, поглощаемый Эстер Гринвуд, постепенно заканчивается.
По тексту романа состояние Эстер Гринвуд иногда описывается со ссылкой на стеклянный колпак (а точнее воздух в нём). Если главная героиня находится в подавленном состоянии, воздух давит на неё, довлеет и не даёт двигаться:

Я откинулась на спинку серого плюшевого сиденья и закрыла глаза. Воздух, скопившийся под стеклянным колпаком, душил меня, и я не могла пошевелиться.Оригинальный текст (англ.)I sank back in the grey, plush seat and closed my eyes. The air of
the bell jar wadded round me and I couldn't stir.

Если же состояние главной героини улучшается, мы видим, что воздух внутри стеклянного колпака циркулирует и позволяет ей свободно дышать:

Весь мой страх и мрак отступились от меня. Я чувствовала себя на удивление спокойно. Стеклянный колпак, без единой трещины и царапины, висел в нескольких футах над моей головой. Я вдыхала циркулирующий под его куполом воздух.Оригинальный текст (англ.)All the heat and fear had purged itself. I felt surprisingly at peace. The bell jar hung, suspended, a few feet above my head. I was open to the circulating air.

## Содержание
Эстер Гринвуд (Esther Greenwood), девушка из пригорода Бостона, штат Массачусетс, получает в качестве приза возможность стажироваться в престижном нью-йоркском журнале и поступает под начало редактора Джей Си (Jay Cee). Общается она в основном с двумя подругами: остроумной, саркастичной Дорин и богобоязненной, «положительной» Бетси. Морально и материально Эстер помогает известная писательница Филомена Гини.

### Автобиографические параллели
События, описанные в романе, с большой степенью точности соответствуют тому, что происходило с Сильвией Плат в 1953 году, когда она стала лауреатом литературного конкурса, проведённого журналом Mademoiselle и, в составе группы девушек-победительниц, получила приглашение на стажировку в нью-йоркском офисе издания в качестве внештатного редактора. Под Филоменой Гини (Philomena Guinea) угадывается реальная покровительница Плат, американская писательница Оливия Хиггинс Проути, автор романов «Stella Dallas» и «Now, Voyager», финансировавшая её обучение в Смитс-колледже. Считается, что образ доктора Нолан (Dr. Nolan) списан с Рут Бойшер (Ruth Beuscher), психотерапевта, лечившей Плат, которая страдала от депрессии. Между тем, значительный фрагмент текста этой части романа перекликается с автобиографическим произведением Мэри Джейн Уорд «The Snake Pit». Позже Плат признавала, что читала рецензии на книгу Уорд и сознательно включила детали оттуда в ту часть своей книги, где рассказывается о пребывании Эстер в клинике.